# 博济比尔桥
博济比尔桥是印度东北部阿萨姆邦横跨布拉马普特拉河的公铁两用桥。建成后，将使得河两岸的铁路成网，并沟通NH15号公路。也是印度最長的鐵路兼公路橋樑。

## 位置
该桥位于迪布鲁格尔与德马吉的下游。据中国主张的国境线仅20（12英里），是提斯浦尔上游的上阿萨姆500万居民唯一的跨河桥。
该桥将使得河北岸的伦吉亚-穆尔贡塞莱格铁路与河南岸的卢姆丁-迪布鲁格尔铁路连通形成路网。为此，在南岸修建了Chaulkhowa至莫兰哈特的44--long（27-英里）线路，在北岸修建了Dhamalgaon至Sisiborgaon线路。 

## 结构
42个钢筋混凝土桥墩，每跨长125（410英尺），钢桁架焊接结构。下部为铁路桥。上部为公路桥。

## 历史
1985年，为解决阿萨姆种族仇杀而出台的阿萨姆协议把此桥列为必修的基础设施之一。 原定在第九个五年计划期间修建。 2002年4月21日在瓦杰帕伊内阁任内开工。在极为缓慢进度下，2007年获得印度国家项目状态。因此，印度财政部出资75%，其余由印度铁道部出资。
该桥原定七年竣工。但进度与经费都严重超过预期。最初预算176.7亿卢比，后修订为323亿卢比，现在估计竣工预算为499.6亿卢比。 
2008年4月，东北边境铁路局发包给Gammon India，国内最大的私营建筑公司，建设子项目；公私合营的印度斯坦建筑公司与德国DSD Brouckenbau GmbH，VNR Infrastructures联营体获得了大桥主体的建造合同。由于当地的强降雨，施工只能在每年的11月至3月旱季进行。